# Stegreiftheater
Das Stegreiftheater ist eine Form des Theaters, bei dem die Schauspieler „aus dem Stegreif“ spielen. Es hat sich aus der Commedia dell’arte entwickelt und ist eine Vorform des modernen Improvisationstheaters. Häufig nimmt es die Form der Komödie an; man spricht dann von einer Stegreifkomödie. Noch im 19. Jahrhundert gab es (deutsche) Stegreifdichter.

## Entwicklung und Verbreitung
Die Stegreifdichtung war seit der Antike (Skolion) verbreitet und wurde in der altnordischen Dichtkunst der Skalden und in der Spielmannsepik  gepflegt. Besonders in Volksdichtung wurden Spielformen bevorzugt, in denen der Schauspieler den Text nach eigener oder Publikums Stimmung variieren konnte. Die allmählich als Verwilderung der Theatersitten empfundene Stegreifdichtung wurde durch die Theaterreform Johann Christoph Gottscheds im 18. Jahrhundert abgeschafft und in Österreich aus Gründen der Zensur 1752 sogar verboten. Auch die Stegreifrede, eine alte rhetorische Kunst, wird nicht mehr gelehrt, sondern der rhetorischen Begabung des Einzelnen überlassen.
Als Schauspieler aus dem Stegreif zu sprechen oder zu agieren, war beispielsweise in England zur Zeit Shakespeares und in den barocken Volkstheatern üblich. In der Commedia dell’Arte entwickelte sich die Improvisation zu einer festen Kunstform und beeinflusste unter anderem die Alt-Wiener Volkstheater und die „Haupt- und Staatsaktionen“ der deutschen Wanderbühnen.
In Mitteleuropa hat sich die Tradition des Stegreiftheaters in Form von Volksstücken, Moritaten, Ritterspielen usw. bis heute erhalten, speziell im süddeutschen Raum und in Österreich. Goethes Stegreifdichtung Palaeophron und Neoterpe erschien 1801. Luigi Pirandellos Stück Questa sera si recita a soggetto (Heute abend wird aus dem Stegreif gespielt) kam 1930 auf die Bühnen.
Jacob Levy Moreno skizziert in seinem 1924 erschienenen Buch Das Stegreiftheater erstmals theoretische Konzepte, er gilt als Pionier des modernen Improvisationstheaters.
Tom Witkowski nahm die Tradition des Stegreiftheaters 1994 mit der Stegreifkomödie Das Narrenfest wieder auf. Sie wurde in verschiedenen Fassungen gespielt: zur Verleihung des Karlspreises 1996 an  Königin Beatrix (Niederlande) als Comedia del Regio und 2013 als Europafassung Die Zugvögel. Die letzte Fassung ist auch ein Geschenk an das Zimmertheater Tübingen, das seit 2018 das Stadttheater Tübingen ist.
Berühmte Stegreifdichter waren Martin Opitz, Ferdinand Sauter und Ernst Rudolf Neubauer.

## Verwandte Kunstformen
Die Jugendbewegungen ab der Mitte des 20. Jahrhunderts brachten weitere Formen des Laienspiels hervor, die ebenfalls teilweise aus dem Stegreif arbeiten. Nicht zuletzt müssen das Kabarett und das Kaspertheater erwähnt werden, die vom Humor „aus dem Stand“ oder vom Extempore in Richtung Publikum leben.
Die Tradition des andalusischen Zadschals wird heute in der Levante gepflegt.
In der zweiten Hälfte des 20. Jahrhunderts entstand das moderne Improvisationstheater mit seinen vielfältigen Spielformen.